# Campionato mondiale maschile di pallavolo 1986
Il campionato mondiale di pallavolo maschile 1986 si è svolto dal 25 settembre al 5 ottobre 1986 a Clermont-Ferrand, Évreux, Montpellier, Nantes, Orléans, Parigi, Tolosa e Tourcoing, in Francia: al torneo hanno partecipato sedici squadre nazionali e la vittoria finale è andata per la prima volta agli Stati Uniti.

## Squadre e gironi
Gruppo A
 Cina
 Francia
 Italia
 Venezuela
Gruppo B
 Cuba
 Taipei cinese
 Polonia
 Unione Sovietica
Gruppo C
 Brasile
 Bulgaria
 Cecoslovacchia
 Egitto
Gruppo D
 Argentina
 Grecia
 Giappone
 Stati Uniti

## I Fase
In verde le squadre qualificate per la II Fase (le prime 3 di ciascun gruppo).

### Gruppo A
| Francia | 3 - 0 | Venezuela |
| Italia  | 3 - 0 | Cina      |
| Italia  | 3 - 0 | Venezuela |
| Francia | 3 - 0 | Cina      |
| Cina    | 3 - 0 | Venezuela |
| Francia | 3 - 0 | Italia    |

| Pos | Squadra   | P | Set V | Set P |
| --- | --------- | - | ----- | ----- |
| 1   | Francia   | 6 | 9     | 0     |
| 2   | Italia    | 4 | 6     | 3     |
| 3   | Cina      | 2 | 3     | 6     |
| 4   | Venezuela | 0 | 0     | 9     |

### Gruppo B
| Unione Sovietica | 3 - 0 | Taipei cinese |
| Cuba             | 3 - 1 | Polonia       |
| Cuba             | 3 - 0 | Taipei cinese |
| Unione Sovietica | 3 - 0 | Polonia       |
| Polonia          | 3 - 0 | Taipei cinese |
| Unione Sovietica | 3 - 1 | Cuba          |

| Pos | Squadra          | P | Set V | Set P |
| --- | ---------------- | - | ----- | ----- |
| 1   | Unione Sovietica | 6 | 9     | 1     |
| 2   | Cuba             | 4 | 7     | 4     |
| 3   | Polonia          | 2 | 4     | 6     |
| 4   | Taipei cinese    | 0 | 0     | 9     |

### Gruppo C
| Brasile        | 3 - 0 | Egitto         |
| Bulgaria       | 3 - 0 | Cecoslovacchia |
| Cecoslovacchia | 3 - 0 | Egitto         |
| Brasile        | 3 - 1 | Bulgaria       |
| Bulgaria       | 3 - 0 | Egitto         |
| Brasile        | 3 - 0 | Cecoslovacchia |

| Pos | Squadra        | P | Set V | Set P |
| --- | -------------- | - | ----- | ----- |
| 1   | Brasile        | 6 | 9     | 1     |
| 2   | Bulgaria       | 4 | 7     | 3     |
| 3   | Cecoslovacchia | 2 | 3     | 6     |
| 4   | Egitto         | 0 | 0     | 9     |

### Gruppo D
| Argentina   | 3 - 0 | Grecia    |
| Stati Uniti | 3 - 1 | Giappone  |
| Argentina   | 3 - 0 | Giappone  |
| Stati Uniti | 3 - 0 | Grecia    |
| Giappone    | 3 - 0 | Grecia    |
| Stati Uniti | 3 - 0 | Argentina |

| Pos | Squadra     | P | Set V | Set P |
| --- | ----------- | - | ----- | ----- |
| 1   | Stati Uniti | 6 | 9     | 2     |
| 2   | Argentina   | 4 | 6     | 4     |
| 3   | Giappone    | 2 | 6     | 6     |
| 4   | Grecia      | 0 | 0     | 9     |

## II Fase
Le 12 squadre qualificatesi alla II Fase vengono inserite in due gruppi da 6 squadre ciascuno. Le prime 2 di ciascun gruppo partecipano alle semifinali, le terze e quarte partecipano alle finali per conquistare il 5º posto e le ultime due partecipano alle finali per il 9º posto.

### Gruppo E
| Brasile        | 3 - 1 | Cina           |
| Francia        | 3 - 0 | Cecoslovacchia |
| Bulgaria       | 3 - 0 | Italia         |
| Cecoslovacchia | 3 - 0 | Cina           |
| Bulgaria       | 3 - 1 | Francia        |
| Brasile        | 3 - 0 | Italia         |
| Bulgaria       | 3 - 0 | Cina           |
| Cecoslovacchia | 3 - 0 | Italia         |
| Brasile        | 3 - 1 | Francia        |

| Pos | Squadra        | P  | Set V | Set P |
| --- | -------------- | -- | ----- | ----- |
| 1   | Brasile        | 10 | 15    | 3     |
| 2   | Bulgaria       | 8  | 13    | 4     |
| 3   | Francia        | 6  | 11    | 6     |
| 4   | Cecoslovacchia | 4  | 6     | 9     |
| 5   | Italia         | 2  | 3     | 12    |
| 6   | Cina           | 0  | 1     | 15    |

### Gruppo F
| Unione Sovietica | 3 - 0 | Giappone    |
| Stati Uniti      | 3 - 0 | Polonia     |
| Cuba             | 3 - 2 | Argentina   |
| Polonia          | 3 - 0 | Giappone    |
| Stati Uniti      | 3 - 1 | Cuba        |
| Unione Sovietica | 3 - 0 | Argentina   |
| Cuba             | 3 - 1 | Giappone    |
| Argentina        | 3 - 2 | Polonia     |
| Unione Sovietica | 3 - 1 | Stati Uniti |

| Pos | Squadra          | P  | Set V | Set P |
| --- | ---------------- | -- | ----- | ----- |
| 1   | Unione Sovietica | 10 | 15    | 2     |
| 2   | Stati Uniti      | 8  | 15    | 3     |
| 3   | Cuba             | 6  | 11    | 10    |
| 4   | Argentina        | 4  | 8     | 11    |
| 5   | Polonia          | 2  | 6     | 12    |
| 6   | Giappone         | 0  | 2     | 15    |

### Girone per l'assegnazione del 13º-16º posto
| Grecia        | 3 - 0 | Taipei cinese |
| Venezuela     | 3 - 2 | Egitto        |
| Taipei cinese | 3 - 1 | Venezuela     |
| Grecia        | 3 - 2 | Egitto        |
| Egitto        | 3 - 1 | Taipei cinese |
| Grecia        | 3 - 0 | Venezuela     |

| Pos | Squadra       | P | Set V | Set P |
| --- | ------------- | - | ----- | ----- |
| 13  | Grecia        | 6 | 9     | 2     |
| 14  | Egitto        | 2 | 7     | 7     |
| 15  | Taipei cinese | 2 | 4     | 7     |
| 16  | Venezuela     | 2 | 4     | 8     |

## Semifinali e finali

### Dal 9º al 12º posto
|  | Semifinali | Semifinali | Semifinali |          |         | Finale 9º posto | Finale 9º posto | Finale 9º posto |  |
|  |            |            |            |          |         |                 |                 |                 |  |
|  | Polonia    | Polonia    | 3          |          |         |                 |                 |                 |  |
|  | Polonia    | Polonia    | 3          |          |         |                 |                 |                 |  |
|  | Cina       | Cina       | 0          |          |         |                 |                 |                 |  |
|  | Cina       | Cina       | 0          |          | Polonia | Polonia         | 3               |                 |  |
|  |            |            |            |          | Polonia | Polonia         | 3               |                 |  |
|  |            |            | Giappone   | Giappone | 0       |                 |                 |                 |  |
|  | Giappone   | Giappone   | Giappone   | Giappone | 0       | 3               |                 |                 |  |
|  | Giappone   | Giappone   |            |          |         | 3               |                 |                 |  |
|  | Italia     | Italia     | 2          |          |         | 11º posto       | 11º posto       | 11º posto       |  |
|  | Italia     | Italia     | 2          |          |         |                 |                 |                 |  |
|  |            |            |            |          |         |                 |                 |                 |  |
|  |            |            |            |          |         | Italia          | Italia          | 3               |  |
|  |            |            |            |          |         | Italia          | Italia          | 3               |  |
|  |            |            |            |          |         | Cina            | Cina            | 0               |  |

### Dal 5º all'8º posto
|  | Semifinali     | Semifinali     | Semifinali |         |      | Finale 5º posto | Finale 5º posto | Finale 5º posto |  |
|  |                |                |            |         |      |                 |                 |                 |  |
|  | Cuba           | Cuba           | 3          |         |      |                 |                 |                 |  |
|  | Cuba           | Cuba           | 3          |         |      |                 |                 |                 |  |
|  | Cecoslovacchia | Cecoslovacchia | 1          |         |      |                 |                 |                 |  |
|  | Cecoslovacchia | Cecoslovacchia | 1          |         | Cuba | Cuba            | 3               |                 |  |
|  |                |                |            |         | Cuba | Cuba            | 3               |                 |  |
|  |                |                | Francia    | Francia | 1    |                 |                 |                 |  |
|  | Francia        | Francia        | Francia    | Francia | 1    | 3               |                 |                 |  |
|  | Francia        | Francia        |            |         |      | 3               |                 |                 |  |
|  | Argentina      | Argentina      | 1          |         |      | 7º posto        | 7º posto        | 7º posto        |  |
|  | Argentina      | Argentina      | 1          |         |      |                 |                 |                 |  |
|  |                |                |            |         |      |                 |                 |                 |  |
|  |                |                |            |         |      | Argentina       | Argentina       | 3               |  |
|  |                |                |            |         |      | Argentina       | Argentina       | 3               |  |
|  |                |                |            |         |      | Cecoslovacchia  | Cecoslovacchia  | 0               |  |

### Assegnazione del titolo
|  | Semifinali       | Semifinali       | Semifinali       |                  |             | Finalissima | Finalissima | Finalissima |  |
|  |                  |                  |                  |                  |             |             |             |             |  |
|  | Unione Sovietica | Unione Sovietica | 3                |                  |             |             |             |             |  |
|  | Unione Sovietica | Unione Sovietica | 3                |                  |             |             |             |             |  |
|  | Bulgaria         | Bulgaria         | 0                |                  |             |             |             |             |  |
|  | Bulgaria         | Bulgaria         | 0                |                  | Stati Uniti | Stati Uniti | 3           |             |  |
|  |                  |                  |                  |                  | Stati Uniti | Stati Uniti | 3           |             |  |
|  |                  |                  | Unione Sovietica | Unione Sovietica | 1           |             |             |             |  |
|  | Stati Uniti      | Stati Uniti      | Unione Sovietica | Unione Sovietica | 1           | 3           |             |             |  |
|  | Stati Uniti      | Stati Uniti      |                  |                  |             | 3           |             |             |  |
|  | Brasile          | Brasile          | 0                |                  |             | 3º posto    | 3º posto    | 3º posto    |  |
|  | Brasile          | Brasile          | 0                |                  |             |             |             |             |  |
|  |                  |                  |                  |                  |             |             |             |             |  |
|  |                  |                  |                  |                  |             | Bulgaria    | Bulgaria    | 3           |  |
|  |                  |                  |                  |                  |             | Bulgaria    | Bulgaria    | 3           |  |
|  |                  |                  |                  |                  |             | Brasile     | Brasile     | 0           |  |

## Classifica finale
| Posiz | Nazione          |
| ----- | ---------------- |
|       | STATI UNITI      |
|       | Unione Sovietica |
|       | Bulgaria         |
| 4     | Brasile          |
| 5     | Cuba             |
| 6     | Francia          |
| 7     | Argentina        |
| 8     | Cecoslovacchia   |
| 9     | Polonia          |
| 10    | Giappone         |
| 11    | Italia           |
| 12    | Cina             |
| 13    | Grecia           |
| 14    | Egitto           |
| 15    | Taipei cinese    |
| 16    | Venezuela        |

| Campione Mondiale 1986 |
| ---------------------- |
| Stati Uniti 1º titolo  |

## Premi
- MVP:
  -  Philippe Blain (FRA)